# Sistema Nacional de Apoyo a la Movilización Social
El Sistema Nacional de Apoyo a la Movilización Social, más conocido por su acrónimo SINAMOS, fue un organismo gubernamental peruano creado en junio de 1971 por el gobierno de facto de Juan Velasco Alvarado, durante la primera mitad del autodenominado Gobierno Revolucionario de la Fuerza Armada del Perú. Su director fue el general Leonidas Rodríguez Figueroa.
Según la definición gubernamental, SINAMOS tenía por objeto «estimular la intervención del pueblo peruano, a través de organizaciones autónomas, en todas las tareas encaminadas a resolver los diversos problemas que afectan a los hombres y mujeres del Perú». De esa manera, sería posible para el régimen militar crear una «democracia social de participación plena», en donde los ciudadanos en general podrían intervenir en todas las esferas de decisión y ejercer directamente, o con el mínimo de intermediación gubernamental, «todas las formas de poder» en sus dimensiones económicas, sociales y políticas. 
El SINAMOS no afiliaba militantes sino que articulaba diversas organizaciones como sindicatos, cooperativas, y entes similares, a través de las cuales se realizaban campañas de concientización y movilización política en favor de la autocracia militar, en tanto el "Gobierno Revolucionario" se negaba a pactar alianzas con partidos políticos, aunque otorgaba empleos y cargos a militantes de partidos que se declarasen leales al régimen. El SINAMOS fue dotado con cuantiosas rentas, como las del "Fondo de Desarrollo Económico" y obtenía ingresos de todas las juntas y corporaciones departamentales de obras públicas.
En la práctica, el SINAMOS funcionó como el partido político propio de la dictadura militar, satisfaciendo la necesidad de los mandos militares de contar con una base social propia de apoyo, sin depender de militantes de izquierda política que apoyaban al gobierno. En contradicción del discurso apartidista (tesis del "no-partido") del general Velasco, las prácticas del SINAMOS repitieron el tradicional sistema de favores y clientelismo de los movimientos políticos peruanos, pues el contexto de la dictadura tornaba intolerable dentro del SINAMOS las críticas hacia las órdenes emanadas del gobierno militar.
El SINAMOS instauró así una relación vertical y autoritaria con la población organizada en sus filas, basada en la lealtad y la obediencia al régimen. Además contó el apoyo de SINADI, el "Sistema Nacional de Información", creado en 1973 para tomar acciones a los medios de prensa confiscados durante el gobierno de Velasco.
A pesar de su reforma, el SINAMOS muchas veces no pudo contener la radicalización de las organizaciones sociales que la conformaban, las cuales percibían las reformas realizadas por la "Revolución Peruana" como insuficientes, o cuestionaban la obediencia a los mandos militares del régimen, impidiendo que el SINAMOS se consolidase como un movimiento político dotado de fuerza propia. Después del golpe de Estado de 1975 encabezado por el general Francisco Morales Bermúdez, más conocido como el Tacnazo, el SINAMOS fue disuelto sin mayor dificultad. Al año siguiente, se presentó el informe final de la Comisión de Morales Bermúdez documentando el avance del organismo gubernamental.

## Miembros destacados
Miembros importantes del SINAMOS fueron:
- Hugo Neira
- Héctor Béjar
- Carlos Franco
- Carlos Delgado
- César Hildebrandt
- José Luis Alvarado
- Rolando Ames Cobián
- Jaime Llosa Larrabure
- Federico García Hurtado, etc.

A fines de la década del setenta, cuando ya el SINAMOS había sido desactivado, Béjar, Franco, Llosa, Delgado, etc. forman la organización no gubernamental CEDEP en Lima. La revista institucional de CEDEP fue Socialismo y Participación.